# Pan European Game Information
Pan European Game Information (PEGI) je Evropský ratingový systém počítačových her založený, aby informoval konzumenty o obsahu hry a umožnil tak lepší výběr. Hodnocení PEGI je vyobrazeno formou nálepek na obalu hry. Tento systém byl vytvořen federací Interactive Software Federation of Europe (ISFE) a byl uveden do provozu v dubnu 2003, kdy nahradil různé národní hodnotící systémy po celé Evropě. Hodnotící systém PEGI v současnosti používá více než třicet zemí a je založen na kodexu chování, ke kterému se každý vydavatel smluvně zavázal. PEGI neukazuje obtížnost nebo schopnosti vyžadované ke hraní hry.

## Věková hodnocení
Hodnocení PEGI má pět kategorií.
| „      | Obsah her, označených tímto ratingem je považován za vhodný pro všechny věkové skupiny. Jistá úroveň násilí je (v humorném kontextu) akceptovatelná (Bugs Bunny nebo Tom & Jerry). Dítě by nemělo asociovat postavu na obrazovce s postavami reálného života, hra neustále naznačuje, že jde o čirou fantazii. Hra neobsahuje zvuky ani scény, které by mohly dítě vyděsit, nenarazíte v ní ani na vulgární výrazy. | “ |
| — PEGI | |   |

| „      | Hry, které by mohly být normálně ohodnoceny nálepkou PEGI 3, ale obsahují scény, které mohou nahánět hrůzu. Násilí zde může být intenzivnější než v PEGI 3 | “ |
| — PEGI | |   |

| „      | Hry označené tímto ratingem mohou zobrazovat určitou míru násilí, stále však pouze vůči fantazijním postavám. Násilí vůči lidem nebo zvířatům nesmí být vyjádřeno graficky. Nahota může být do určité míry zobrazena, případné vulgární projevy musí být mírné a bez sexuálního významu. | “ |
| — PEGI | |   |

| „      | Tento rating upozorňuje na to, že násilí nebo sexuální aktivity jsou ve hře zobrazené stejně, jako v reálném životě. Jejich hráči se mohou setkat s extrémnější vulgární mluvou, používáním tabáku a drog a vykreslením kriminálních a sexuálních aktivit. | “ |
| — PEGI | |   |

| „      | Klasifikace pro dospělé je aplikována, pokud je ve hře přítomno zobrazení hrubého násilí nebo specifických druhů násilí. Hrubé násilí je velmi složité definovat, protože jeho úroveň je v mnoha případech velmi subjektivní, ale obecně může být definováno, jako podoba násilí, která může v hráči způsobit odpor. | “ |
| — PEGI | |   |

### Obsah hry
Hlavní důvody udělení hodnocení jsou na zadní straně obalu hry. Jedná se o 8 nálepek pro různé typy obsahu.
| „ | Hra obsahuje vulgární výrazy. | “ |

| „ | Hra obsahuje prvky, které podporují nebo navádí k hazardu. | “ |

| „ | Hra obsahuje vyobrazení etnických, náboženských, nacionalistických či jiných stereotypů, které mají tendenci podporovat nenávist | “ |

| „ | Hra obsahuje sexuální narážky či pózy; nebo obsahuje erotickou nahotu nebo pohlavní styk bez zobrazení genitálií; nebo se ve hře vyskytují názorné sexuální aktivity. | “ |

| „ | Hra odkazuje na užívání zakázaných drog, alkoholu či tabáku nebo je zobrazuje. | “ |

| „ | Hra obsahuje zobrazení násilí | “ |

| „ | Hra obsahuje obrázky nebo zvuky, které mohou být pro malé děti strašidelné nebo děsivé nebo obsahuje střední nebo intenzivní a trvalé hororové sekvence nebo znepokojivé snímky. | “ |

| „ | Hra nabízí hráčům možnost zakoupit digitální zboží nebo služby pomocí skutečných peněz | “ |

| „ | Hra může být hrána online. | “ |